# Sabeltandstigrar
Som sabeltandstigrar eller sabeltandade katter betecknas olika utdöda däggdjur som kännetecknades av stora böjda hörntänder. Namnet syftar främst på underordningen Machairodontinae men används även för andra kattliknande rovdjur som Barbourofelidae och Nimravidae eller för medlemmar av ordningen Creodonta. Ibland används namnet till och med för vissa medlemmar av ordningen Sparassodonta som tillhör pungdjuren. Dessa djur var inte närmare släkt med varandra utan utvecklade samma kännetecken på grund av konvergent evolution.
För alla arter gäller att de var robustare än dagens kattdjur och vissa liknade mer björnar.

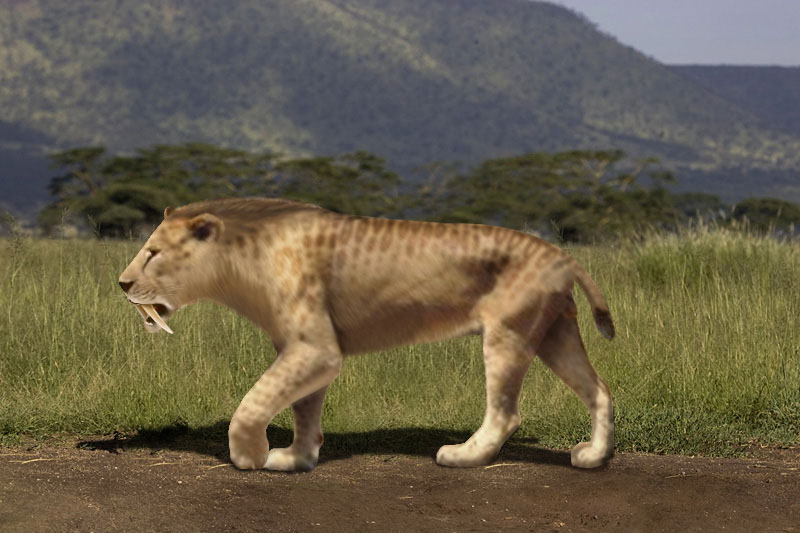
Smilodon var ett kattdjur i underordningen Machairodontinae.
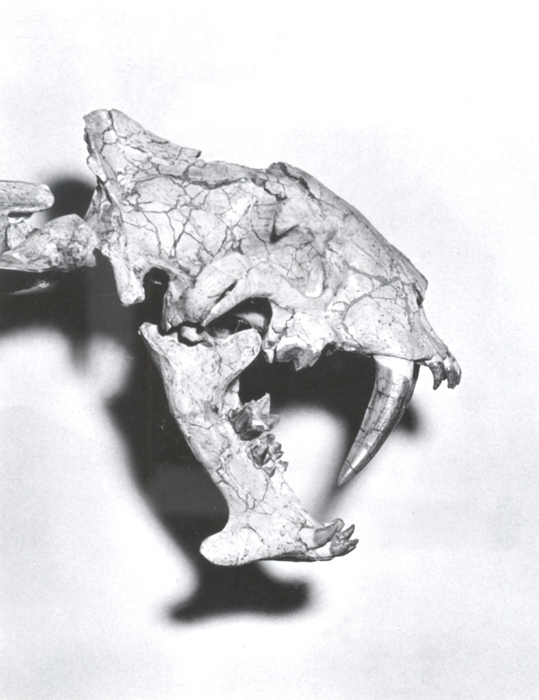
Holophoneus tillhörde familjen Nimravidae.
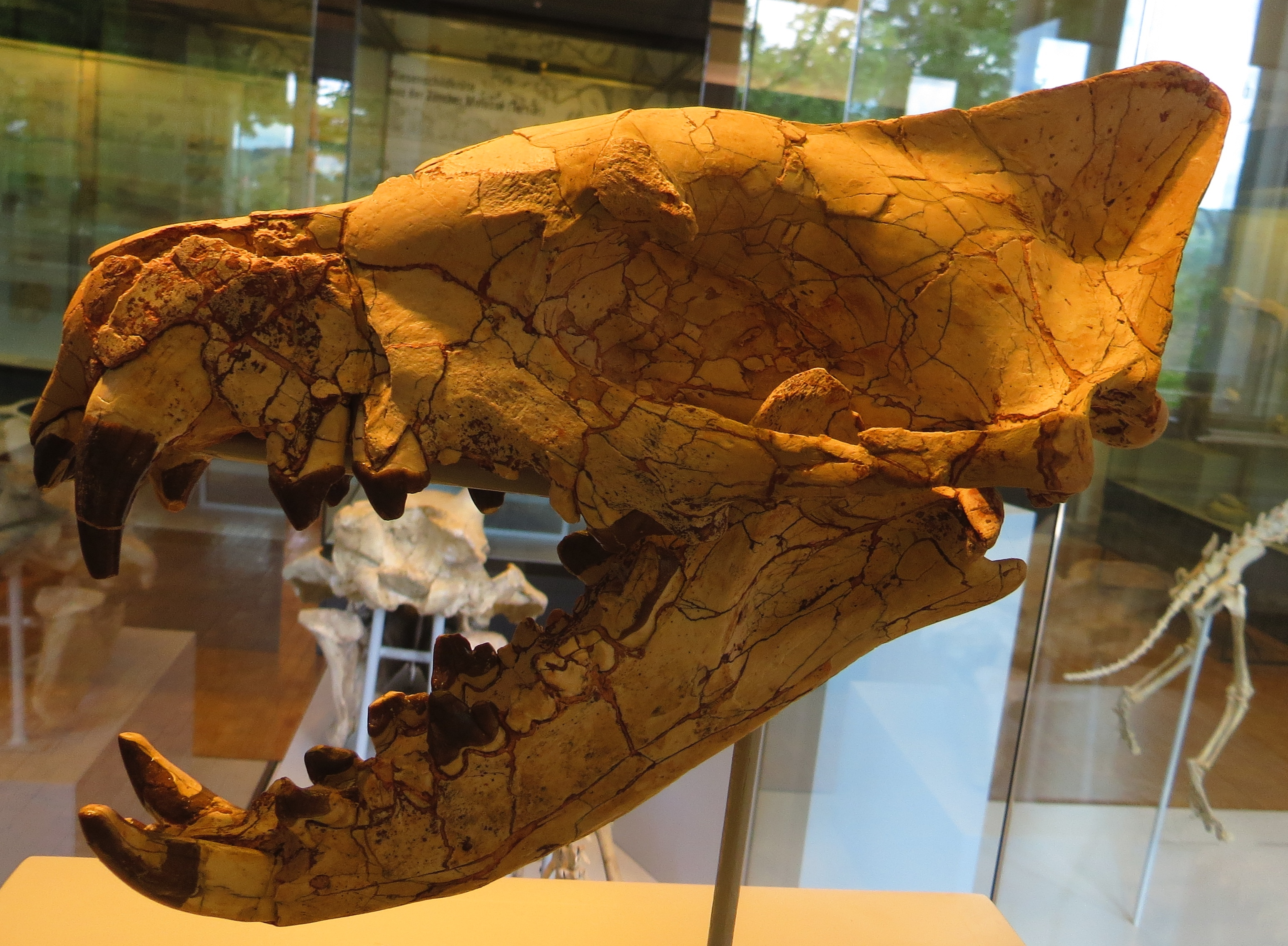
Hyaenodon var ett släkte i ordningen Creodonta.
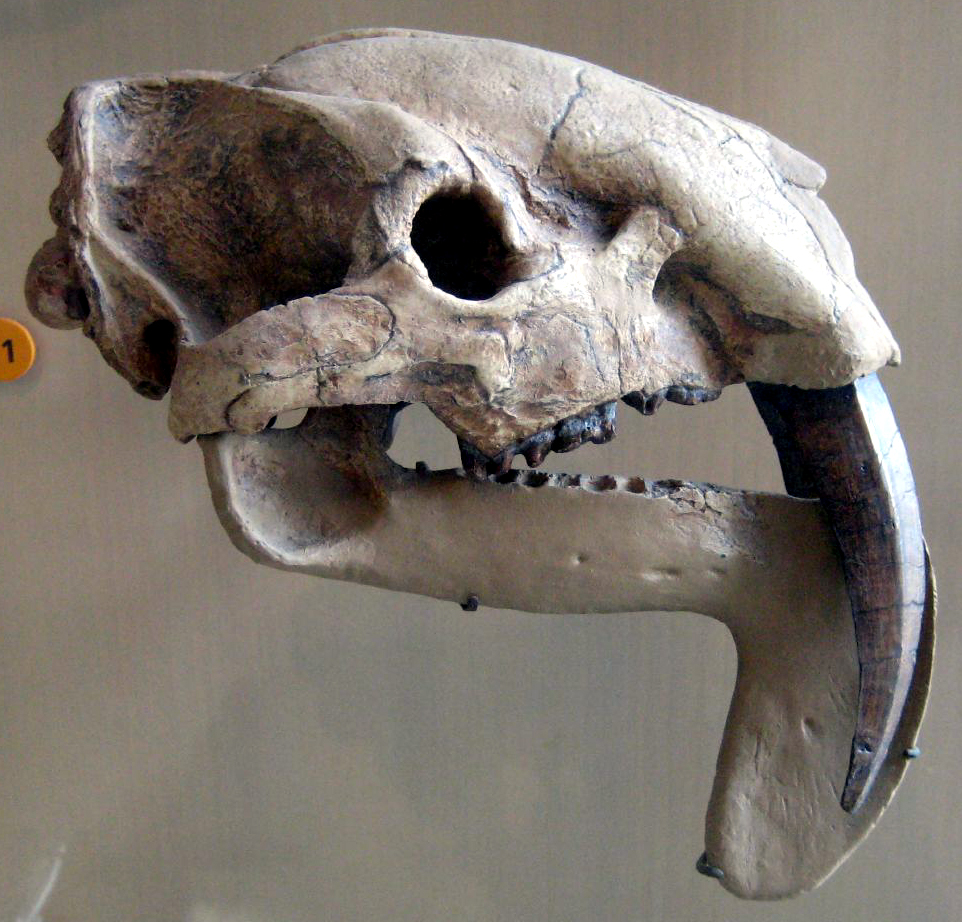
Thylacosmilus räknas till pungdjuren.